# Schisme Ohigashi
Le schisme Ohigashi (お東騒動) a lieu en 1969 au sein du Otani-ha (lié au temple Higashi Hongan-ji) du bouddhisme jōdo Shinshū, après qu'un groupe réformiste, le mouvement Dobokai, y a créé des divisions internes.

## Histoire
Le mouvement Dobokai (同朋会運動), groupe réformateur au sein du Higashi Hongan-ji, apparaît officiellement en 1962, date du 700e anniversaire de Shinran Shonin. Toutefois, son origine remonte à un mouvement apparu en 1947 et lancé par un groupe de pratiquants se faisant appeler les shinjinsha ou « communauté de la vraie personne ». Deux de ses plus importants dirigeants sont Haya Akegarasu et Kiyozawa Manshi. 
L'objectif du mouvement est d'éveiller et d'unir les membres du Higashi Hongan-ji dans la tradition du bouddhisme mahāyāna telle que conçue par Shinran Shonin, et cela en raison d'un conflit interne lié à des divergences d'opinion sur la doctrine, notamment sur l'idée du shinjin et sur le fait de savoir si l'on pouvait entrer dans la Terre Pure après la mort ou déjà dans cette vie. Le mouvement Dobokai se fonde en grande partie sur le Tannisho (collection de paroles attribuées à Shinran Shonin avec des commentaires par Yuien-bo, un des disciples de Shinran), et sur l'idée de s'unir, en éliminant les différences spirituelles. 
Le mouvement divise le Higashi Hongan-ji en quatre groupes. Ce que l'on connaît aujourd'hui sous le nom de Higashi Hongan-ji-ha est centré à Tokyo. Il n'est plus propriétaire du Higashi Hongan-ji, qu'un autre groupe religieux beaucoup plus grand, le Otani-ha, s'est approprié. Celui-ci change le nom du temple en « Mausolée Shinshū ». Pendant ce temps, le trésor du Higashi Hongan-ji-ha de l'époque, qui s'élevait à environ 200 millions de dollars provenant de dons, est saisi pour être employé par une organisation à but non lucratif qui ne gère aucun temple[réf. nécessaire]. En 2012, un tribunal un tribunal a statué que cet argent doit être rendu[réf. nécessaire].